# Homoplectra norada
Homoplectra norada är en nattsländeart som beskrevs av Donald G. Denning 1975. Homoplectra norada ingår i släktet Homoplectra och familjen ryssjenattsländor. Inga underarter finns listade i Catalogue of Life.